# Conure de Pinto
Aratinga maculata
Espèce
Statut de conservation UICN

 LC  : Préoccupation mineure
Statut CITES
La Conure de Pinto (Aratinga maculata) est une espèce d'oiseaux appartenant à la famille des Psittacidae.
Cet oiseau peuple le rivage gauche en aval de l'Amazone et le sud-ouest du Suriname.

## Description
Cet oiseau mesure environ 23 cm de long et pèse un peu plus de 100 g. Son plumage est jaune, avec la tête orangée, les tectrices sont vertes et les rémiges sont bleu foncé. Sa queue, longue et effilée, présente le même dégradé. Son bec est noir, ses pattes sont grises rosées. Il a des cercles oculaires blancs et des iris brunes. La Conure de Pinto peut présenter des traces de rouge sur le ventre.